# Apeiron
Apeiron (z řec. a-, bez, a peras, mez, hranice) znamená beztvaré, neomezené, nekonečné a vyskytuje se už u Homéra jako označení pro bezmeznou zemi nebo moře.

## Od mýtu k filosofii
Podle řecké mytologie svět vznikl ze zející bezedné propasti (chaós), první filosofové jej nahradili abstraktnějším pojmem beztvarého nekonečna, apeiron. Podle zachovaných zlomků z Anaximandra je to absolutní počátek, princip všeho jsoucna, z něhož se „vydělují“ protiklady jako vlhké-suché, teplo-zima a z jejich sváru se rodí náš svět. Protože apeiron nemá meze, může tento koloběh vznikání a zanikání trvat bez konce. Pro Anaximandra však apeiron patrně neznamenalo jen pasivní „pralátku“, protože je podle jiného zlomku označil také jako „božské“.
Ve slavném Anaximadrově zlomku ze Simplikia se slovo sice nevyskytuje, zlomek však patrně míní právě toto: „z čeho věci vznikají, do toho též zanikají podle nutnosti, neboť si za své bezpráví navzájem platí pokutu a trest podle řádu času.“ Každá věc, která se z apeiron vynořila, narušuje tím jeho věčnou rovnováhu a tím působí „bezpráví“, za což „podle řádu času“ zaplatí svým zánikem. Jinak by se totiž mohlo stát, že by nějaké jsoucno přesáhlo všechny meze, což by ohrozilo stabilitu kosmu.
Řekové měli z nekonečna hrůzu, protože jim připomínalo „nehostinné moře“ (Hésiodos), kdežto lidský život je možný jen v omezeném světě jasných tvarů. Každé překročení mezí proto vnímali jako ohrožení obce a lidského života. Lidská pýcha, nedbání daných mezí, je tou nejhorší z neřestí a předzvěstí zkázy a záhuby. V 6. století př. n. l., kdy Anaximandros žil, byly politické poměry v Milétu neklidné a Anaximandrova úvaha je nápadná také tím, že obsahuje řadu etických pojmů: bezpráví, pokuta (odplata). Nemusela se tedy týkat jen světa věcí, ale i lidské společnosti.